# Albin Hagström
Albin Hagström (* 25. Mai 1905 in Orsa, Dalarna; † 3. April 1952 in Stockholm) war ein schwedischer Musikinstrumentehersteller und Namensgeber der Firma Hagstrom. Er war der Vater von Karl Erik Hagström, der die Firma weiterführte.
Am 19. Januar 1925 ließ Albin Hagström seine Firma registrieren, die anfangs Akkordeons verkaufte und im ersten Jahr ihres Bestehens einen Umsatz in Höhe von 2700 schwedischen Kronen machte. Schon drei Jahre später war dieser auf 500.000 Kronen gestiegen. 1932 wurde die erste Akkordeon-Fabrik in Älvdalen gebaut. In den 1930er Jahren expandierte die Firma auch in andere skandinavische Länder und schließlich auch in die USA. Die Produktion von Akkordeons wurde bis 1952 auf 15.000 Stück gesteigert und bis 1970 insgesamt 700.000 Stück verkauft.